# Impasse de la Défense
Pour les articles homonymes, voir Défense.
L’impasse de la Défense est une voie située dans le 18e arrondissement de Paris.

## Origine du nom
La rue honore  la défense de Paris, au niveau de la barrière de Clichy par l'armée napoléonienne, sous les ordres du maréchal Moncey lors de la campagne de France en 1814.

## Historique
D'abord appelée « impasse d'Antin », puis « impasse Capron », du nom d'un propriétaire, elle prend sa dénomination actuelle par un arrêté du 1er février 1877.
Le 27 juin 1918, durant la Première Guerre mondiale, une bombe explose sur le no 15 impasse de la Défense lors d'un raid effectué par des avions allemands.
Cette impasse est devenue une voie publique en 2004, date à laquelle la ville de Paris a acquis le sol de cette voie.
Elle a donné son nom à la griffe Impasse de la Défense du styliste parisien Karim Bonnet. 

## Bâtiments remarquables et lieux de mémoire

Impasse de la Défence (dessin mural).

- Le street art est représenté dans cette voie.
- No 6 : Le Bal (espace d'exposition).